# Ridderorden in de Bahama's
Het Gemenebest van de Bahama's is een land in het Gemenebest en in een personele unie met het Verenigd Koninkrijk verenigd. Het eiland-staatje, dat honderden eilanden omvat, verleent daarom ook de volgende Britse onderscheidingen;
- Orde van Sint-Michaël en Sint-George (voor zeer hoge functionarissen)

en de
- Orde van het Britse Rijk (een veel verleende onderscheiding met zes graden)

De Britse koningin verleent ook haar Huisorde, de Koninklijke Orde van Victoria geregeld aan inwoners van de Bahama's.
Elizabeth II,  koningin van het Gemenebest van de Bahama's, stelde daarnaast nog een Bahamiaanse ridderorden in:
- De Orde van Verdienste van de Bahama's 1996

Daarnaast zijn er diverse Bahamiaanse medailles.
Aan de hogere graden van de Britse ridderorden is ook adeldom verbonden. De Ridders-Commandeur, Dames-Commandeur en de Ridders en Dames-Grootkruis mogen zich dus "Sir" of "Lady" noemen. Dat is ook op de Bahama's gebruikelijk.